# 莫塔蒙特科尔维诺
莫塔蒙特科尔维诺（義大利語：Motta Montecorvino），是意大利福贾省的一个市镇。总面积19.7平方公里，人口821人，人口密度41.7人/平方公里（2009年）。ISTAT代码为071034。